# أنا نيوز
أنا نيوز، واسمها الكامل وكالة الأنباء الأبخازية (بالإنجليزية: Abkhazian Network News Agency)‏ وتختصر ANNA News)، هي وكالة أنباء أبخازية ناطقة بالروسيَّة. تُشتهر بتغطيتها للحرب في سوريا وفي أوكرانيا. اشتهرت القناة في الإنترنت بتسجيلها لعملياتٍ قتاليًّةٍ جسورةٍ وخطيرةٍ في الحربين السورية والأوكرانية.

## التاريخ

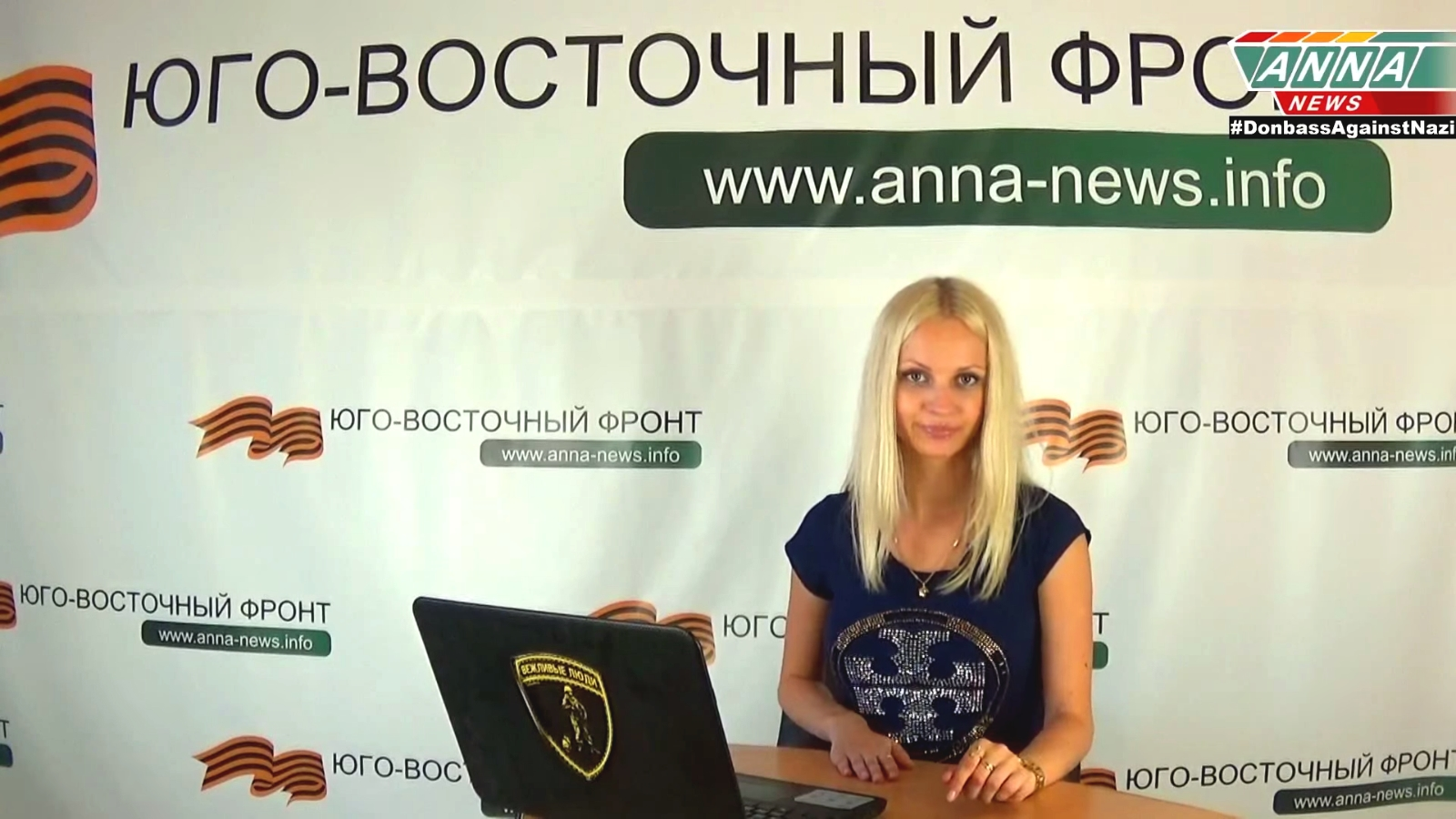
المذيعة هيلينا كراسوفسكايا، إحدى مقدمات البرامج في القناة

تم إطلاق وكالة الأنباء الأبخازية بتاريخ 18 حزيران 2011 في جمهورية أبخازيا، وأسسها ويديرها مُرات موسين وهو دكتور جامعي ومحاضر بجامعة موسكو الحكومية وغيرها.
اشتهرت أنا نيوز في العالم العربي بتغطيتها لمواكبتها لمعارك الجيش العربي السوري ويُعرف عنها إرسالها لمراسليها الحربيين مع القوات السوريَّة الحكوميَّة بحربها على المتمردين منذ بداية الحرب بسنة 2011. وتَعَرّض فريق القناة لإصابات مختلفة أثناء تغطيتهم للنزاع منها مقتل سائق مركبتهم وهو سوري برصاص قناصة بالقرب من مدينة حرستا بسنة 2013 بالإضافة لاستهداف طاقمهم من قبل داعش في مطار دير الزور العسكري بشهر نيسان من عام 2017. قدمت أنا نيوز تقاريراً عدة عن أنشطة الجماعات المسلحة في سوريا كجبهة النصرة وتنظيم القاعدة وداعش والمنظمات المرتبطة بها. تقدم القناة نفسها على أنها تقدم رؤية مباينة للسرد الإعلامي الغربي والخليجي فيتهمها خصومها بالانحياز للرؤية الروسيًّة والسوريًّة الحكوميَّة للأحداث، إلا أنها تدافع عن نفسها على موقعها الإلكتروني بأنها تستخدم تعريفات وتصنيفات الأمم المتحدة للجماعات المسلحة في سوريا.